# Am Sonntag bist du tot
Am Sonntag bist du tot (Originaltitel: Calvary) ist ein irisch-britisches Filmdrama aus dem Jahr 2014. Regie führte John Michael McDonagh, der auch das Drehbuch schrieb. Neben Hauptdarsteller Brendan Gleeson sind Chris O’Dowd, Kelly Reilly, Aidan Gillen, Dylan Moran und Isaac de Bankolé zu sehen. Premiere hatte der Film im Januar 2014 beim Sundance Film Festival.

## Handlung
Während einer Beichte erzählt ein Mann dem Priester James Lavelle, dass er in seiner Kindheit fünf Jahre lang jeden zweiten Tag von einem Geistlichen sexuell missbraucht worden sei. Dieser sei inzwischen tot. Am kommenden Sonntag werde das Missbrauchsopfer stattdessen ihn töten. Der Mord an einem guten Priester werde für viel Aufsehen sorgen.
Obwohl James die Stimme seines künftigen Mörders erkennt, bricht er das Beichtgeheimnis nicht. Er geht in den nächsten Tagen wie gewohnt seinen pastoralen Pflichten nach und begegnet so den unterschiedlichsten Menschen in seinem irischen Küstendorf unweit von Sligo. Im Gespräch mit diesen Menschen und indem deren Lebensschicksal beleuchtet wird, ist Schuld, Sühne und Vergebung immer wieder Thema. So vergehen für James die Wochentage bis zum Sonntag, seinem persönlichen Golgatha (Calvary). Verabredungsgemäß begibt er sich zum Strand und der Mörder stellt sich als Jack heraus, der ihn erschießt.

## Hintergrund
Die Produktion begann im September 2012 und die Veröffentlichung erfolgte im April 2014. Der Film wurde auf dem Sundance Film Festival, den internationalen Filmfestspielen Berlin und der Viennale 2014 gezeigt.
Brendan Gleeson, der im Film den Priester darstellt, äußerte sich zu den Dreharbeiten so: „Wenn man eine Figur spielt, die ständig angegriffen wird und sich für die Sünden anderer Menschen opfern soll, braucht man ein dickes Fell.“

## Drehorte
Der Film wurde fast ausschließlich in der Grafschaft Sligo im Nordwesten von Irland gedreht. Im Hintergrund sind wiederholt die dortigen Tafelberge Ben Bulben und Knocknarea zu sehen. Die Szene am Schluss spielt am Strand von Streedagh, ganz im Norden der Grafschaft. Weitere Drehorte waren die Stadt Sligo, die Ortschaft Easky sowie der Regionalflughafen Sligo Airport bei Strandhill.

## Synchronisation
Die deutschsprachige Synchronisation entstand durch die TV+Synchron in Berlin nach einem Dialogbuch von Andreas Pollak, der zugleich die Dialogregie führte.
| Darsteller        | Sprecher           | Rolle                     |
| ----------------- | ------------------ | ------------------------- |
| Brendan Gleeson   | Roland Hemmo       | Pater James Lavelle       |
| David McSavage    | Matthias Klages    | Bischof Garret Montgomery |
| Pat Shortt        | Christian Gaul     | Brendan Lynch             |
| Aidan Gillen      | Nicolas Böll       | Dr. Frank Hartle          |
| Kelly Reilly      | Berenice Weichert  | Fiona Lavelle             |
| Domhnall Gleeson  | Konrad Bösherz     | Freddie Joyce             |
| Mark O’Halloran   | Rainer Doering     | Gefängnis-Polizist        |
| M. Emmet Walsh    | Hasso Zorn         | Gerald Ryan               |
| Gary Lydon        | Kaspar Eichel      | Inspektor Gerry Stanton   |
| Chris O’Dowd      | Klaus Lochthove    | Jack Brennan              |
| Owen Sharpe       | Karlo Hackenberger | Leo MacArthur             |
| Dylan Moran       | Michael Deffert    | Michael Fitzgerald        |
| Michael Og Lane   | Valentin Händel    | Michael O’Sullivan        |
| Killian Scott     | Dirk Stollberg     | Milo Herlihy              |
| David Wilmot      | Roman Kretschmer   | Pater Timothy Leary       |
| Isaac de Bankolé  | Marco Kröger       | Simon Asamoah             |
| Marie-Josée Croze | Emily Behr         | Theresa Robert            |
| Orla O’Rourke     | Silke Matthias     | Veronica Brennan          |

## Kritik
Am Sonntag bist du tot wurde überwiegend positiv aufgenommen. ZEIT-Redakteur Oliver Kaever resümierte: „Das Entsetzen über Ausmaß und Monstrosität des systematisierten Missbrauchs ist in diesem Film immer zu spüren. Wie ein Schleier legen sich Trauer und Wut über die Bilder. Ohne die Verfehlungen der Kirche selbst näher zu thematisieren, erzählt McDonagh von ihren Auswirkungen.“ Der Film „wird so zu einem erschütternden Drama über das Böse in der Welt, vor dem auch ein tiefer Glaube nicht schützen kann.“
Die Deutsche Film- und Medienbewertung vergab das Prädikat „besonders wertvoll“ und begründete dies wie folgt: „In wunderschönen Bildern wird dies alles eingefangen, die Geschichten rund um den Pfarrer verdichtet ein kluges, pointiertes Drehbuch und dank einer geschickten Dramaturgie wird der Zuschauer unmerklich immer weiter in die Geschehnisse und kleinen und großen Geheimnisse mit hinein gezogen.“ Des Weiteren werde Zynismus, der „mit stets aufblitzendem feinem schwarzen Humor“ gepaart ist, zu einem „entlarvenden Stilmittel“. Am Sonntag bist du tot sei ein mit einem „exzellenten Cast“ besetztes „cineastisches Meisterwerk“.
Laut Thomas Klingenmaier von der Stuttgarter Zeitung können ein „paar winzige inszenatorische Ausrutscher“ und „hier und da ein kurzes Echo des Krawallstils von The Guard“ nicht das Gesamtbild trüben; „dies ist ein fulminanter Film über Kirche, Glauben und Zusammenleben.“
Der Tagesspiegel zieht eine negative Bilanz: „Trotz seiner zumindest inspirierenden Prämisse dümpelt der Film bald verblüffend vor sich hin, driftet sogar mehr und mehr in Richtung Komödienstadl. Die Bedrohung rückt in den Hintergrund, an ihre Stelle treten platte Gags und Sinnsprüche des gerne philosophierenden Priesters.“

## Auszeichnungen (Auswahl)
- 2014: Irish Film & Television Award in der Kategorie Bester Film
- 2014: Irish Film & Television Award in der Kategorie Bestes Drehbuch
- 2014: Irish Film & Television Award in der Kategorie Bester Hauptdarsteller für Brendan Gleeson
- 2014: Irish-Film-&-Television-Award-Nominierung in der Kategorie Beste Nebendarstellerin für Orla O’Rourke
- 2014: Irish-Film-&-Television-Award-Nominierung in der Kategorie Bester Regisseur für John Michael McDonagh
- 2014: Irish-Film-&-Television-Award-Nominierung in der Kategorie Bester Filmscore für Patrick Cassidy